# Congre de les Balears
El congre de les Balears, congre roig, congre de sucre, congre dolç, congre serpeter, congre, verga (eivissenc) (Ariosoma balearicum) és un peix de la família dels còngrids i de l'ordre dels anguil·liformes.

## Morfologia
- La longitud total ateny els 50 cm.
- Cos serpentiforme, de llargada igual a unes set vegades la longitud del cap, més comprimit a la regió caudal que a la preanal.
- Anus un poc anterior al centre de la longitud total.
- Ulls grossos, amb l'espai interorbitari pla i molt estret.
- Comissura bucal una mica per davant de la vertical del centre de l'ull.
- Inici de l'aleta dorsal aproximadament a l'altura de la base de les pectorals.
- Dors de color ocre clar o gris groguenc, flancs amb iridescències nacrades i ventre blanc brut. Aletes dorsal i anal blanquinoses o blavenques, orlades de negre.[6]

## Alimentació
Té una dieta carnívora.

## Hàbitat
És una espècie bentònica i litoral que viu sobre fons sorrencs i fangosos fins als 732 m de fondària, però normalment se'l troba entre els 20-100 m.

## Distribució geogràfica
Viu a tot el Mediterrani, a l'Atlàntic intertropical oriental (des del sud de Portugal fins a Angola) i occidental (des del Canadà i Carolina del Nord -Estats Units- i el nord del Golf de Mèxic fins al nord de Sud-amèrica), i a l'oest de l'oceà Índic, incloent-hi el Mar Roig.